# Budova Fragment
Fragment je budova nájemného bydlení s obchodním parterem v pražském Karlíně. Dům má 140 bytových jednotek, v přízemí se nachází kavárna, galerie či posilovna. Za projektem stojí pražský developer Trigema, stojící také za rezidenčními a kancelářskými budovami v pražských Nových Butovicích. 
Výstavba byla zahájena v září 2020, ke kolaudaci a otevření došlo v červnu 2023. Investiční náklady byly přibližně 1,40 miliardy korun bez daně.
Architektonický návrh pochází od Davida Witasska a Jiřího Řezáka z českého studia Qarta architektura je složen z jednotlivých bloků, tzv. Fragmentů, a doplněn o sochy umělce Davida Černého. Celá budova je pojednána jako velké umělecké dílo, které „opečovávají" skulptury. Tím budova odkazuje na historii dané lokality – Invalidovny.

## Galerie

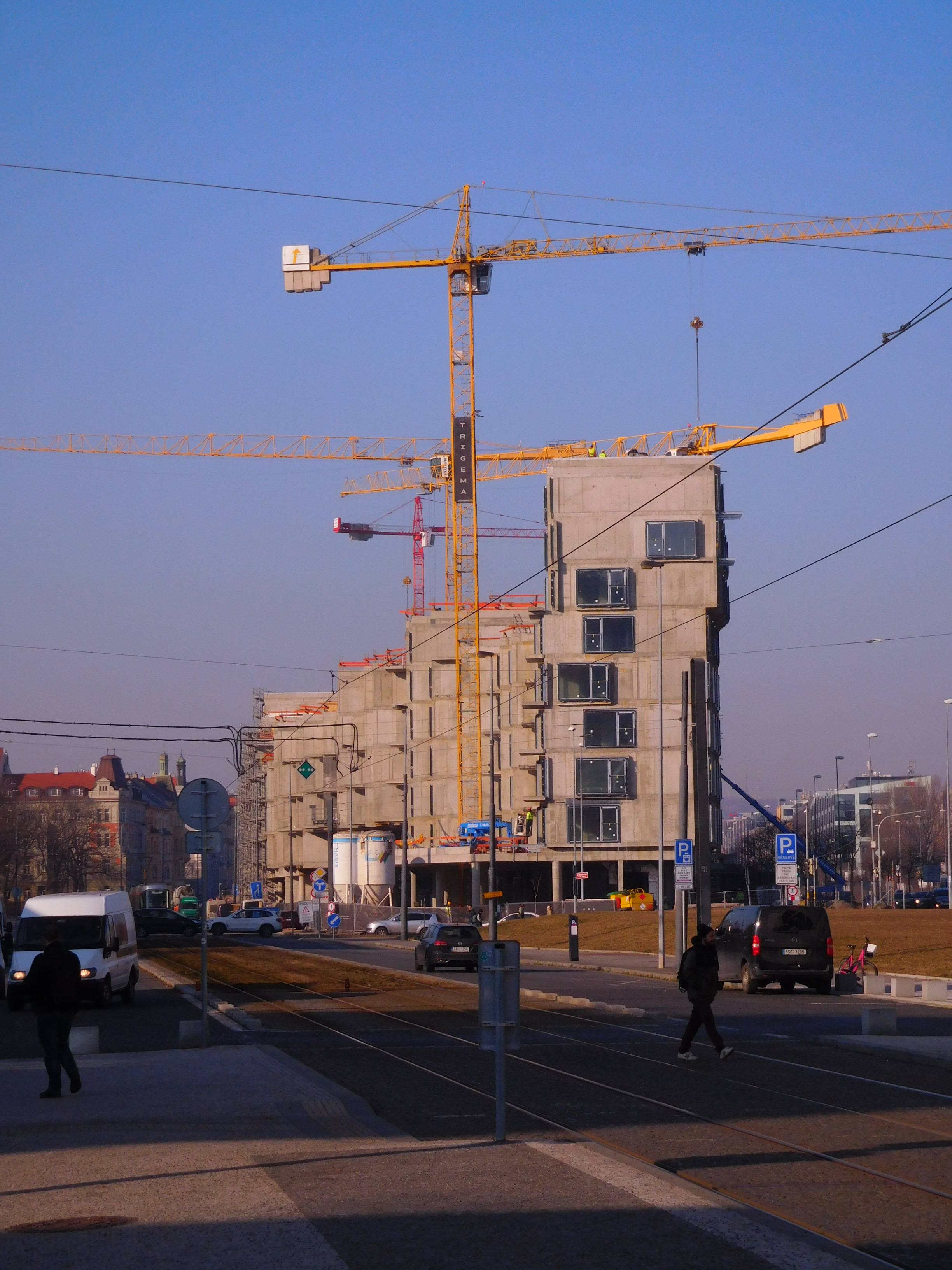
Stavba Fragmentu v březnu 2022
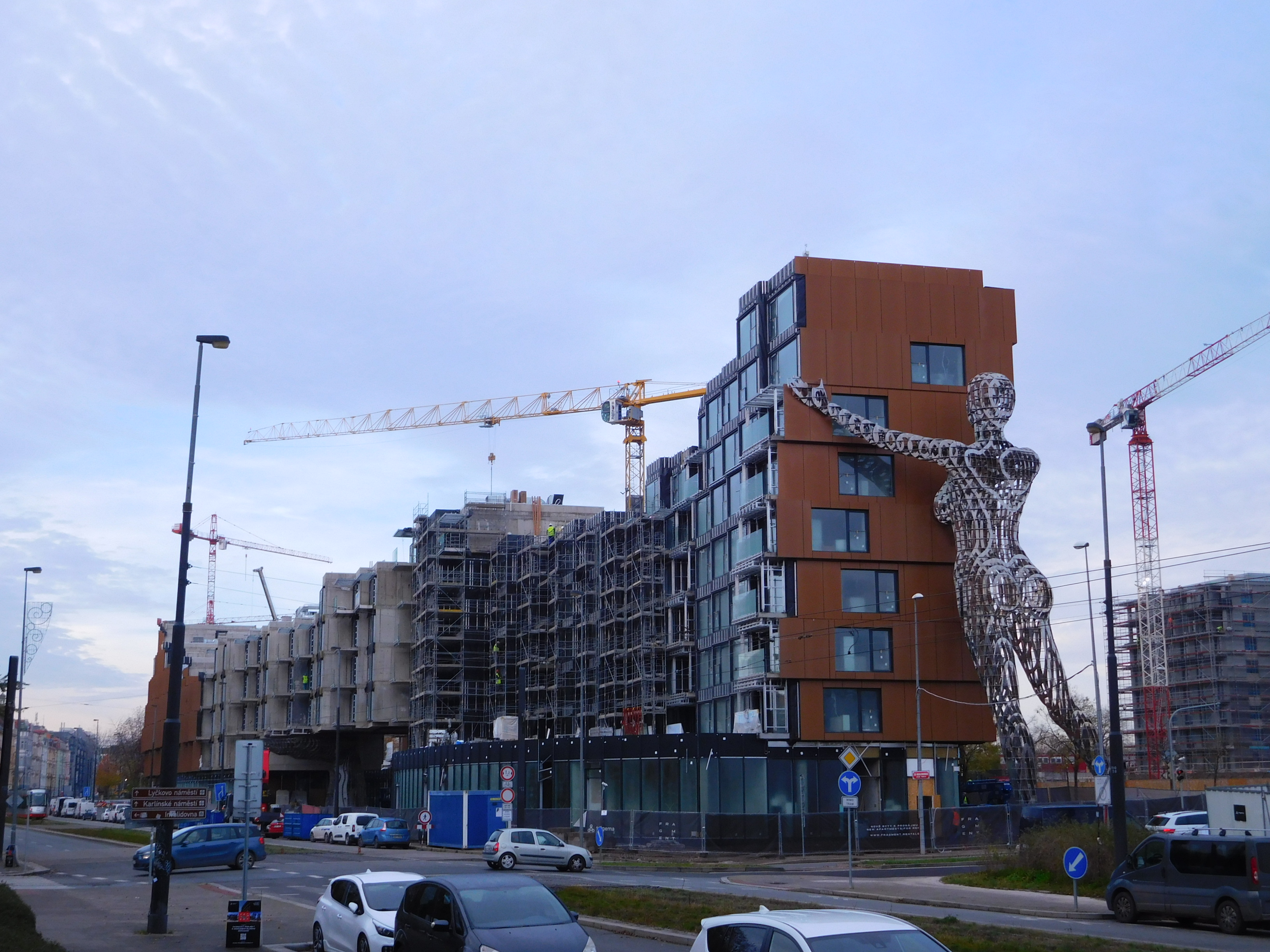
Stavba Fragmentu v listopadu 2022
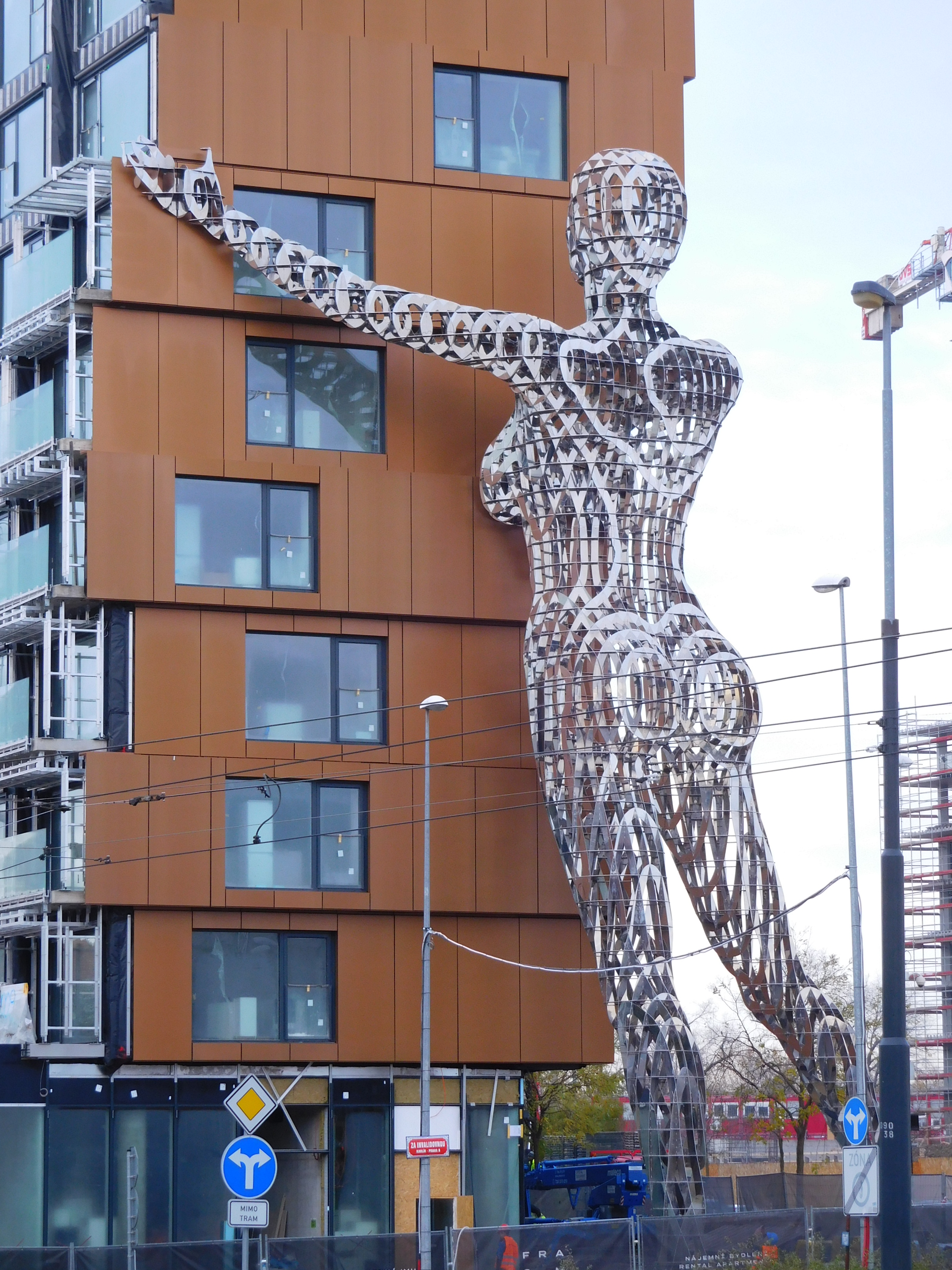
Plastika Lilith v Karlíně od Davida Čermáka